# Rubén Israel
Rubén Israel (Montevideo, 8 de diciembre de 1955-Alajuela, 5 de julio de 2021) fue un futbolista y entrenador uruguayo. Consiguió el primer Tricampeonato de su historia, para el equipo de Libertad anotó 53 goles, consagrándose el mayor goleador del Torneo Apertura 2008, y sólo recibió 13 goles, consagrándose el equipo con la valla menos vencida. Clasificó a Club Libertad a la Copa Libertadores de América y a la Copa Sudamericana, ambas en sus ediciones 2009. La 6.ª edición de los Premios Fox Sports incluyó en su terna de Mejor entrenador de fútbol al Director Técnico Rubén Israel, y de Mejor equipo de fútbol, al Club Libertad de Paraguay.

## Trayectoria

### Libertad
En 2007 recala al Fútbol Paraguayo como asistente de su compatriota Sergio Markarián. En el Gumarelo permaneció hasta la eliminación de la Copa Libertadores 2007 ya que tuvo un altercado con Markarián y se rompieron las relaciones. El 19 de junio de 2007 asumió como entrenador de Libertad tras la salida de Sergio Markarián.
En el Campeonato Paraguayo, desde el inicio del Clausura 2007, dirigió al Club Libertad un total de 68 partidos, de los cuales obtuvo 48 victorias, 16 empates y sólo 4 derrotas. En el Torneo Clausura 2007, Libertad rompió un récord a nivel nacional, en cuanto a torneos cortos se refiere, sumando un total de 55 puntos. En el Torneo Apertura 2008, Libertad, de la mano con Israel, superó su propio récord a nivel nacional, en cuanto a torneos cortos se refiere, sumando un total de 57 puntos. Con Rubén Israel como director técnico, Libertad rompió un tercer récord a nivel nacional: el del Acumulativo Anual, al sumar un total de 101 puntos en el 2008 (había sumado 95 en el 2007).
Consiguió el primer Tricampeonato de su historia, para el equipo de Libertad anotó 53 goles, consagrándose el mayor goleador del Torneo Apertura 2008, y sólo recibió 13 goles, consagrándose el equipo con la valla menos vencida. Clasificó a Libertad a la Copa Libertadores de América y a la Copa Sudamericana, ambas en sus ediciones 2009. La 6.ª edición de los Premios Fox Sports incluyó en su terna de Mejor entrenador de fútbol al Director Técnico Rubén Israel, y de Mejor equipo de fútbol, al Club Libertad de Paraguay.
Internacionalmente en esta etapa dirigió en 12 oportunidades con un saldo de dos victorias, dos empates y ocho derrotas.

### Unión Española
En octubre de 2009, asumió la conducción técnica de Unión Española, cuando estaba en el lugar 14.° de la tabla de posiciones; mejoró su desempeño hasta lograr la clasificación a los play-offs donde quedó eliminado a manos de La Serena. En octubre de 2010 renunció al cargo tras un año de dirección técnica del club, dejando el equipo en 5.ª posición, en zona de liguilla pre-Libertadores 2011, el que luego llegó a cuartos de final de la Copa Chile.

### Selección de El Salvador
El 6 de abril de 2011, la Federación Salvadoreña de Fútbol hizo oficial su nombramiento como nuevo técnico de la selección nacional, la había estado dirigida por José Luis Rugamas, y también se le encargó la supervisión de los combinados menores de ese país. Israel afrontó su primer encuentro contra Honduras el 29 de mayo (2:2), previo al inicio de la  Copa de Oro de la Concacaf 2011, torneo en el que la selección cuscatleca llegó a cuartos de final. La participación de El Salvador en la Copa de Oro, significó subir  15 puestos en el ranking mundial FIFA, pasando del puesto 87 al puesto 72; asimismo, el ranking CONCACAF también presentó cambios y en este conteo El Salvador se ubicó en la 7 ª posición, subiendo 2 posiciones.
Para el cierre de la segunda ronda de la clasificación de Concacaf para la Copa Mundial de Fútbol de 2014, Israel decidió incorporar al exfutbolista Jorge "Mágico" González como asistente técnico.
La selección nacional de fútbol de El Salvador cerró invicta con seis triunfos la primera fase de las eliminatorias de la Concacaf hacia el Mundial de Fútbol Brasil 2014. En la siguiente fase de las clasificatorias, que comenzó en junio de 2012, los salvadoreños fueron incluidos en el Grupo B junto con México, Costa Rica y Guyana.
En dicha fase dirigió apenas dos juegos, ya que renunció al cargo al entrar en una polémica con el titular del INDES, Jaime Rodríguez, quien no trasladó el salario del técnico en el mes de junio a la federación de fútbol local, como una sanción por declaraciones públicas de Israel que el funcionario consideró ofensivas contra la prensa salvadoreña.

### Libertad (Segunda etapa)
En julio del 2012, tras su salida de la selección nacional de El Salvador el entrenador uruguayo asume la conducción técnica por segunda vez del Club Libertad de Paraguay. Su cuerpo técnico es conformado por Pedro Sarabia y Eduardo Villalba como asistentes técnicos, Nicolás Dos Santos y Marcelo Ataide como preparadores físicos y Jorge Battaglia como entrenador de porteros.
En diciembre de 2012 el Club Libertad se consagra campeón del Torneo Clausura del fútbol paraguayo tras derrotar en la última fecha a Sportivo Luqueño por dos tantos contra cero.  Acerca del reñido título obtenido, el entrenador declaró que ¨"Sin duda que me quedó con la gran sensación y felicidad de haber cumplido, de poder haber logrado una meta tan ansiada que se nos hizo cuesta arriba en todo el campeonato".
Rubén Israel consigue su quinto título en el Club Libertad convirtiéndose en el técnico más ganador de la institución y el tercer director técnico más ganador del fútbol paraguayo. Tras lograr el título de campeón con Libertad, Rubén Israel es premiado como mejor director técnico del 2012 en la cuarta edición de los Premios Guaraní del Fútbol de Honor.
En febrero del 2013 obtiene su último trofeo con el Club Libertad, la Copa Bicentenario de la Proclamación de la República, 1813-2013 que se disputó entre ambos campeones paraguayos del 2012; el campeón del Apertura 2012 Cerro Porteño y el reciente campeón del Clausura 2012, el Club Libertad. De esta manera, el uruguayo obtiene su sexto título con la institución gumarela.
El 3 de septiembre de 2013 se da a conocer su renuncia al club paraguayo.

### Barcelona Sporting Club
El 29 de mayo de 2014 asume la dirección técnica del Barcelona Sporting Club de Ecuador. En su presentación en el club canario anunció que "No prometo copas, sino trabajar con honestidad."  Israel debutó en un amistoso en Madrid que terminó empatado 1 a 1 y ganó en penales.
De la mano de Rubén Israel, Barcelona ganó la segunda etapa del campeonato ecuatoriano 2014, lo que le llevó a disputar el Clásico del Astillero más importante de la historia, en la final contra Emelec. En la final de ida empataron 1 a 1 y en la de vuelta Emelec se impuso 3 a 0, por lo que Ruben Israel fue subcampeón con Barcelona. Su último partido en el club ecuatoriano fue un amistoso denominado Copa Euroamericana, que ganó 1 a 0 en su estadio al RCD Espanyol.
En la Copa Libertadores 2015 pese a terminar último de su grupo con 4 puntos, consiguió vencer de visitante a Atlético Nacional de Medellín por 3 a 2, resultado con el que se rompieron varias estadísticas:
- Barcelona no ganaba de visitante en Copa hace 19 años.
- Atlético Nacional perdió un invicto de 17 años como local en Copa Libertadores.
- Es el segundo triunfo en Colombia en la historia de copas para Barcelona.
- En 1964 fue la última vez que un equipo ecuatoriano le ganó de visita a uno colombiano.

### Su paso por Colombia
Su primera relación  con el país cafetero fue en mayo de 2009 cuando se especuló con fuerza que sería el nuevo entrenador del Atlético Nacional, llegando a estar las negociaciones muy avanzadas. No obstante, la aparición de varios empresarios en medio de ello hizo que Israel desistiera de dirigir al club antioqueño. Poco tiempo después, Israel fue confirmado como nuevo entrenador de Santa Fe. Un mes más tarde, el 29 de junio, renunció a su cargo por amenazas de muerte si no incluía a un jugador en la plantilla. Tendría un final feliz ya que Rubén Israel y el jugador en mención (Pacho Nájera) resultaron luego en el mismo equipo, Unión Española.
El 26 de agosto de 2015. Israel llega para dirigir a Millonarios Fútbol Club. Israel tendría una buena primera temporada con el club en el Torneo Apertura 2016 tras una campaña en la que Millonarios se clasificaría a la fase final del torneo al terminar tercero en la tabla de posiciones del todos contra todos.Se marcharía del equipo el día 11 de agosto de 2016.

### Alajuelense
Tras su paso por el Millonarios de Colombia. Israel fue anunciado el 12 de diciembre de 2017 para dirigir a los manudos por un año y acompañado del preparador físico Nicolás Dos Santos, y como asistente técnico Wilmer López. El 6 de enero de 2018 un día antes del partido de la primera fecha del Torneo Clausura 2018 frente al Municipal Grecia se comunica su renuncia debido a un grave problema de salud.

## Fallecimiento
Falleció el 5 de julio de 2021 en Canelones, Uruguay a la edad de 65 años. Nunca se reveló la causa de la muerte, aunque se sabia que aquejaba problemas de salud desde 2017.

## Clubes

### Como asistente
| País     | Club     | Año  | Asistente De     |
| -------- | -------- | ---- | ---------------- |
| Paraguay | Libertad | 2007 | Sergio Markarián |

### Entrenador
| País                     | Club                     | Año                      | PD   |
| ------------------------ | ------------------------ | ------------------------ | ---- |
| Uruguay                  | Sportivo Cerrito         | 1995                     | ¿?   |
| Uruguay                  | Rentistas                | 1996                     | ¿?   |
| Uruguay                  | Progreso                 | 1997                     | ¿?   |
| Uruguay                  | Miramar Misiones         | 1998                     | ¿?   |
| Uruguay                  | Huracán Buceo            | 1999                     | ¿?   |
| Uruguay                  | Rampla Juniors           | 1999                     | ¿?   |
| Uruguay                  | Huracán Buceo            | 2000                     | ¿?   |
| Uruguay                  | Rentistas                | 2002-2003                | ¿?   |
| Uruguay                  | Atenas de San Carlos     | 2004                     | ¿?   |
| Paraguay                 | Libertad                 | 2007-2008                | 90   |
| Colombia                 | Santa Fe                 | 2009                     | 0    |
| Chile                    | Unión Española           | 2009-2010                | 26   |
| El Salvador              | Selección Absoluta       | 2011-2012                | 18   |
| Paraguay                 | Libertad                 | 2012-2013                | 48   |
| México                   | Atlante                  | 2013-2014                | 13   |
| Ecuador                  | Barcelona S.C.           | 2014-2015                | 56   |
| Colombia                 | Millonarios              | 2015-2016                | 50   |
| Costa Rica               | Alajuelense              | 2017-2018                | 0    |
| Total partidos dirigidos | Total partidos dirigidos | Total partidos dirigidos | +301 |

## Estadísticas como entrenador

### En clubes
| Millonarios · Colombia | 1ª    | 2015  | 12 | 5  | 3 | 4  | - | - | - | - | - | - | - | - | 12 | 5  | 3  | 4  | 50%    |
| Millonarios · Colombia | 1ª    | 2016  | 30 | 14 | 6 | 10 | 8 | 4 | 3 | 1 | - | - | - | - | 38 | 18 | 9  | 11 | 55.26% |
| Millonarios · Colombia | Total | Total | 42 | 19 | 9 | 14 | 8 | 4 | 3 | 1 | 0 | 0 | 0 | 0 | 50 | 23 | 12 | 15 | 54%    |
| 1. 2.                  |       |       |    |    |   |    |   |   |   |   |   |   |   |   |    |    |    |    |        |

### En selecciones
| El Salvador Absoluta | 6 de abril de 2011 | 9 de julio de 2012 | 18 | 9 | 4 | 5 | 57.41% |

## Palmarés

### Títulos nacionales
| Título             | Club            | País     | Año           |
| ------------------ | --------------- | -------- | ------------- |
| Primera División   | Libertad        | Paraguay | Clausura 2007 |
| Primera División   | Libertad        | Paraguay | Absoluto 2007 |
| Primera División   | Libertad        | Paraguay | Apertura 2008 |
| Primera División   | Libertad        | Paraguay | Clausura 2008 |
| Primera División   | Libertad        | Paraguay | Clausura 2012 |
| Copa Bicentenario  | Libertad        | Paraguay | 2013          |
| Copa EuroAmericana | Barcelona S. C. | Ecuador  | 2015          |

### Premios
- Mejor Director Técnico en los Premios Fox Sports 2008.[38]